# تپه شقا
تپه شقا مربوط به دوران پیش از تاریخ ایران باستان است و در شهرستان مرودشت، غرب تپه جری الف و بخش واقع شده و این اثر در تاریخ ۲۸ تیر ۱۳۵۵ با شمارهٔ ثبت ۱۲۶۷ به‌عنوان یکی از آثار ملی ایران به ثبت رسیده است.